# Pieke Biermann

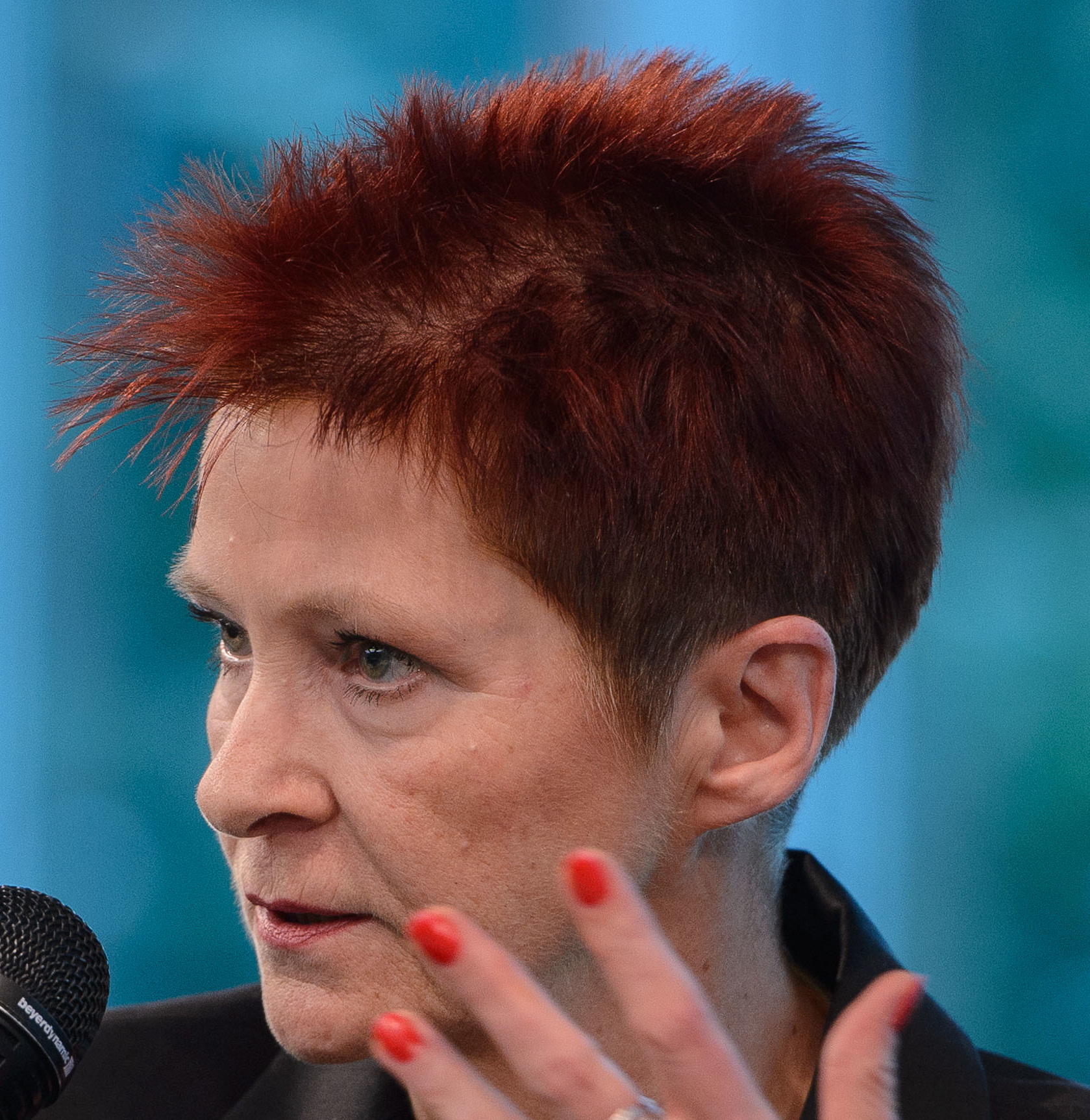
Pieke Biermann, 2014

Pieke Biermann (* 22. März 1950 in Stolzenau als Lieselotte Hanna Eva Biermann) ist eine deutsche Kriminalschriftstellerin, Literaturübersetzerin und Journalistin. Sie ist Trägerin des Übersetzerpreises der Leipziger Buchmesse 2020. In den 1970er und '80er Jahren war sie eine Aktivistin der Berliner Frauenbewegung.

## Leben und Werk
Pieke Biermann lebte ab 1955 in Hannover, wo sie an der Helene-Lange-Schule ihr Abitur ablegte. Sie begann 1968 ein Studium der deutschen Literatur und Sprache bei Hans Mayer sowie Anglistik und politische Wissenschaften an der Universität Hannover. 1973/'74 verbrachte sie ein Studienjahr an der Universität Padua und begann mit ersten Übersetzungsarbeiten. Ihr Studium schloss sie 1976 an der TU Hannover mit einer Magisterarbeit zum Thema unbezahlte Hausarbeit ab. Anschließend erhielt sie ein Graduiertenstipendium für eine Dissertation, die sie nicht beendete.
Seit 1976 lebt sie in Berlin und arbeitet freiberuflich als Übersetzerin von englischer, amerikanischer und italienischer Literatur ins Deutsche. Sie übersetzte Dacia Maraini, Dorothy Parker, Tom Rachman u. a. Von einigen Romanen Agatha Christies legte sie Neuübersetzungen vor, wie Der Tod auf dem Nil und Das Eulenhaus. Für die Übertragung von Oreo, dem einzigen Roman der afroamerikanischen Schriftstellerin Fran Ross, der seinen besonderen Klang vom Jiddischen erhielt, wurde Biermann 2020 mit dem Preis der Leipziger Buchmesse ausgezeichnet. Die Literaturkritik von Antje Rávik Strubel würdigte es als eine „grandiose Leistung“ der Übersetzerin, „dass sich die zahllosen Sprachspiele, Lautmalereien und der Wortfindungsreichtum ins Deutsche übertragen und sich die sprachliche Lust und große Komik des Textes übermitteln“.
Von 1976 an war Pieke Biermann eine Aktivistin in der Berliner Frauenbewegung und galt als „Frontfrau“ der westdeutschen Hurenbewegung in den 1980er Jahren. Sie gründete u. a. mit Gisela Bock und Barbara Duden im Frauenzentrum Westberlin die „Lohn für Hausarbeit“-Gruppe, die auf eine internationale, Anfang der Siebziger in den USA entstandene feministische Bewegung zurückging. Die Gruppe vertrat, dass nicht nur Hausarbeit, sondern auch Prostitution eine Lohnarbeit wie jede andere sei und Sexarbeit eine Möglichkeit für Frauen im Patriarchat Unabhängigkeit zu erlangen. Mit diesem Ansatz initiierte Biermann, die selbst zeitweise als Sexarbeiterin tätig war, eine Prostituierten-Kampagne. Ihr 1980 im Rowohlt Verlag veröffentlichtes Buch „Wir sind Frauen wie andere auch!“ Prostituierte und ihre Kämpfe polarisierte die Frauenbewegung. Es wurde 2014, ergänzt mit fünf Reden und Essays von Pieke Biermann aus den Jahren 1980 bis 2007, neu aufgelegt. Biermann war Mitbegründerin und Vorstandsmitglied der Berliner Prostituiertenorganisation Hydra und gehörte zu den Initiatorinnen des ersten deutschen „Hurenballs“, der am 6. Februar 1988 im Internationalen Congress Centrum Berlin stattfand.
Mit Kriminalliteratur wurde sie als Schriftstellerin bekannt. Ihr Debütroman erschien 1987. Dreimal bekam sie den Deutschen Krimi Preis. „Was Los Angeles für Raymond Chandler oder Amsterdam für Janwillem van de Wetering ist für mich Berlin – die unbekannte Metropole der westlichen Welt: eine Stadt, die aus Mythen zu bestehen scheint. Ich will Berlin erzählen in Romanen, die von Tatsachen berichten.“ (Pieke Biermann)
Ihre Serie von vier Berlin-Romanen mit der Kommissarin Karin Lietze beginnt im Kalten Krieg mit Potsdamer Ableben. Der letzte Roman der Serie Vier, Fünf, Sechs (der Titel spielt auf Billy Wilders Komödie Eins, zwei, drei von 1961 an) behandelt das „von Vereinigungsproblemen gequälte Berlin“. Biermann führe auf einem topographischen Weg durch die Stadt, um „Kriminalfall, Zeitgeschichte, Wendeproblematik, Großstadtdynamik, Lebensschicksale unter den Hut eines sozialkritischen Unterhaltungsromans zu bringen“, so der Rezensent Thomas Medicus. Er kritisierte den „gleichmacherischen Szenejargon“, der den Roman durchziehe. Anders las Florian Felix Weyh die Sprache ihrer Kriminal-Kurzgeschichten Berlin, Kabbala, die im selben Jahr erschienen. Er fühlte sich atmosphärisch an Döblins Berlin Alexanderplatz erinnert. Der Großstadtlärm lege sich als akustisches Muster über und unter Biermanns Texte. „Der Leser muß hören können, manchmal sogar mitsprechen, um Dialekten und Soziolekten einen Sinn abzugewinnen.“
Als Journalistin schrieb Pieke Biermann Gerichts- und literarische Kriminalreportagen für Printmedien und Hörfunk, politische Feuilletons und Literaturkritiken. Sie war Autorin u. a. beim Tagesspiegel und Deutschlandfunk Kultur. Die Jüdische Allgemeine gab ihr 2002 den Auftrag, aus nicht-jüdischer Sicht jüdisches Leben zu kommentieren. Über anderthalb Jahre erschien ihre Kolumne unter dem Titel Gojisch gesehen. Die gesammelten Texte kamen 2004 als Buch heraus.

## Auszeichnungen
- 1990: 3sat-Auszeichnung beim Ingeborg-Bachmann-Preis für ihren Text Das Gesetz des Auges
- 1991: Deutscher Krimi Preis (National 1) für Violetta
- 1994: Deutscher Krimi Preis (National 1) für Herzrasen
- 1998: Deutscher Krimi Preis (National 2) für Vier, Fünf, Sechs
- 2009: Journalisten-Preis des Weißen Rings, Sonderpreis für Kriminalreportagen in Tagesspiegel und RBB Inforadio[13]
- 2020: Preis der Leipziger Buchmesse für die Übersetzung des Romans Oreo von Fran Ross aus dem amerikanischen Englisch[14]

## Werke
- Wir sind Frauen wie andere auch! - Prostituierte und ihre Kämpfe. Politisches Sachbuch, Rowohlt Verlag, 1979. Erweiterte Neuauflage im Argument Verlag, Hamburg 2014, ISBN 978-3-86754-500-6.
- Potsdamer Ableben. Kriminalroman, Rotbuch Verlag, Berlin 1987, ISBN 3-442-44024-6.
- Violetta. Kriminalroman, Rotbuch Verlag, Berlin 1990, ISBN 3-442-44025-4.
- Herzrasen. Kriminalroman, Rotbuch Verlag, Berlin 1993, ISBN 3-442-44026-2.
- Berlin, Kabbala. Short Stories, Transit Buchverlag, Berlin 1997, ISBN 3-442-44344-X.
- Vier, Fünf, Sechs. Kriminalroman, Manhattan by Goldmann, München 1997, ISBN 3-442-44373-3.
- Herta & Doris. Sammlung von Prosatexten, Goldmann, München 2002, ISBN 3-442-45217-1.
- Gojisch gesehen. Feuilletons aus der Jüdischen Allgemeinen, Kranichsteiner Literaturverlag, Pfungstadt 2004, ISBN 3-929265-16-8.
- Der Asphalt unter Berlin. Kriminalreportagen aus der Metropole. Pendragon Verlag, Bielefeld 2008, ISBN 978-3-86532-104-6.

Als Herausgeberin
- Mit Zorn, Charme & Methode. Oder: Die Aufklärung ist weiblich. 13 Kriminalgeschichten, Fischer-Taschenbuch-Verlag, Frankfurt am Main 1992, ISBN 3-596-10839-X.
- Wilde Weiber GmbH. Kriminalgeschichten. Fischer-Taschenbuch-Verlag, Frankfurt am Main 1993, ISBN 3-596-11586-8.

## Übersetzungen
- Maria Rita Parsi: Abfall. Marco und Maria, zwei Jugendliche aus dem Großstadtghetto erzählen ihre Geschichte. Rowohlt, Reinbek 1979
- Rosetta Froncillo: Confusa Desio. Eine Reise in Abschweifungen. Frauenoffensive, München 1983
- Francesco Alberoni: Erotik. Weibliche Erotik, männliche Erotik, was ist das? Piper, München 1986
- Dacia Maraini: Isolina. Die zerstückelte Frau. Rotbuch, 1988
- Dorothy Parker: Eine starke Blondine. New Yorker Geschichten. Haffmans, 1989
- Franco Lucentini, Carlo Fruttero: Ein Hoch auf die Dummheit. Porträts, Pamphlete, Parodien. Piper, München 1992
- mit Ursula-Maria Mössner: Dorothy Parker, Dämmerung vor dem Feuerwerk. New Yorker Geschichten. Bertelsmann, Rheda-Wiedenbrück; Buchgemeinschaft Donauland, Wien 1998; wieder New Yorker Geschichten. Kein & Aber, 2003 (The portable Dorothy Parker)
- Stefano Benni: Die Bar auf dem Meeresgrund: Unterwassergeschichten. Wagenbach, 1999
- Walter Mosley: Socrates Welt. Büchergilde Gutenberg, Frankfurt 2000
- Stefano Benni: Terra! Wagenbach, 2002
- Liza Cody: Gimme more. Unionsverlag, Zürich 2003
- Agatha Christie: Tod auf dem Nil. Fischer, 2004
- Anya Ulinich: Petropolis: Die große Reise der Mailorder-Braut Sascha Goldberg. dtv, München 2008, ISBN 978-3-423-24684-2
- Andrea Bajani Mit herzlichen Grüßen. Deutscher Taschenbuch Verlag dtv, München 2010
- Tom Rachman: Die Unperfekten. dtv, 2010 ISBN 978-3-423-24821-1
- Agatha Christie: Das Eulenhaus. Fischer TB, 2011 ISBN 978-3-596-51171-6
- Andrea Bajani: Lorenzos Reise. Deutscher Taschenbuch Verlag, München 2011
- Andrea Bajani: Liebe und andere Versprechen. dtv, 2012
- Katherine Boo: Annawadi oder Der Traum von einem anderen Leben. Droemer, 2012 ISBN 978-3-426-27592-4
- Andrea Bajani: Erkennst du mich? dtv, 2013 ISBN 978-3-423-14308-0
- Ben Fountain: Die irre Heldentour des Billy Lynn. dtv, 2013
- Fran Ross: Oreo. Nachwort Max Czollek. dtv, München 2019, ISBN 978-3-423-28197-3
- Ann Petry: Country Place. Roman. Neuübersetzung, Nagel & Kimche, München 2021, ISBN 978-3-312-01223-7.
- Ann Petry: The Narrows. Roman. Neuübersetzung, Nagel & Kimche, München 2022, ISBN 978-3-7556-0016-9.

## Anmerkung
1. ↑  ‚Pieke‘ Biermann ist nach eigener Angabe ihr eingetragener Künstlername.

| Personendaten    | Personendaten |
| ---------------- | --- |
| NAME             | Biermann, Pieke |
| ALTERNATIVNAMEN  | Biermann, Lieselotte Hanna Eva (wirklicher Name); Cronau, Gabriele (Pseudonym); Dennoch, Sara (Pseudonym); Kraus, Kim (Pseudonym); Schöneberg, Sola (Pseudonym); Soldi, Dörte (Pseudonym) |
| KURZBESCHREIBUNG | deutsche Krimischriftstellerin und Literaturübersetzerin |
| GEBURTSDATUM     | 22. März 1950 |
| GEBURTSORT       | Stolzenau |